# Grands Prix automobiles de la saison 1938
Champion d'Europe des pilotes AIACR
 Rudolf Caracciola
1937 1939
La saison de Grands Prix automobiles 1938 est la sixième saison du championnat d'Europe des pilotes organisée par l'Association Internationale des Automobile Clubs Reconnus (AIACR). Cette année, le championnat est remporté par le pilote allemand Rudolf Caracciola.

## Grands Prix de la saison

### Grands Prix du championnat
| Grand Prix             | Circuit     | Date         | Pilote vainqueur        | Constructeur vainqueur | Résultats |
| ---------------------- | ----------- | ------------ | ----------------------- | ---------------------- | --------- |
| Grand Prix de France   | Reims-Gueux | 3 juillet    | Manfred von Brauchitsch | Mercedes-Benz          | Résultats |
| Grand Prix d'Allemagne | Nürburgring | 24 juillet   | Richard Seaman          | Mercedes-Benz          | Résultats |
| Grand Prix de Suisse   | Bremgarten  | 21 août      | Rudolf Caracciola       | Mercedes-Benz          | Résultats |
| Grand Prix d'Italie    | Monza       | 11 septembre | Tazio Nuvolari          | Auto Union             | Résultats |

### Autres Grands Prix
| Grand Prix                    | Circuit        | Date        | Pilote vainqueur      | Constructeur vainqueur | Résultats |
| ----------------------------- | -------------- | ----------- | --------------------- | ---------------------- | --------- |
| Grand Prix d'Afrique du Sud   | East London    | 1er janvier | Buller Meyer          | Riley                  | Résultats |
| Grand Prix de Grosvenor       | Le Cap         | 15 janvier  | Earl Howe             | ERA                    | Résultats |
| Grand Prix de Pau             | Pau            | 10 avril    | René Dreyfus          | Delahaye               | Résultats |
| Grand Prix d'Australie        | Bathurst       | 18 avril    | Peter Whitehead       | ERA                    | Résultats |
| Campbell Trophy               | Brooklands     | 18 avril    | Prince Bira           | ERA                    | Résultats |
| Grand Prix de Cork            | Carrigrohane   | 23 avril    | René Dreyfus          | Delahaye               | Résultats |
| Grand Prix de Tripoli         | La Mellaha     | 15 mai      | Hermann Lang          | Mercedes-Benz          | Résultats |
| Circuit Gávea Nacional        | Gávea          | 29 mai      | Arthur Nascimento Jr. | Alfa Romeo             | Résultats |
| Grand Prix des Frontières     | Chimay         | 5 juin      | Maurice Trintignant   | Bugatti                | Résultats |
| Grand Prix de Rio de Janeiro  | Gávea          | 12 juin     | Carlo Maria Pintacuda | Alfa Romeo             | Résultats |
| Grand Prix de Picardie        | Péronne        | 12 juin     | Raymond Mays          | ERA                    | Résultats |
| Grand Prix d'Albi             | Les Planques   | 10 juillet  | Luigi Villoresi       | Maserati               | Résultats |
| Coppa Ciano                   | Montenero      | 7 août      | Hermann Lang          | Mercedes-Benz          | Résultats |
| Coppa Acerbo                  | Pescara        | 15 août     | Rudolf Caracciola     | Mercedes-Benz          | Résultats |
| Junior Car Club 200 mile race | Brooklands     | 27 août     | Johnnie Wakefield     | ERA                    | Résultats |
| Grand Prix de la Baule        | La Baule       | 29 août     | Armand F. Hugg        | Maserati               | Résultats |
| Mountain Championship         | Brooklands     | 15 octobre  | Raymond Mays          | ERA                    | Résultats |
| Grand Prix de Donington       | Donington Park | 22 octobre  | Tazio Nuvolari        | Auto Union             | Résultats |
| Grand Prix de Brașov          | Brașov         | 31 décembre | Petre Cristea         | Ford                   | Résultats |

- N.B : en italique, les courses de voiturette

## Classement du Championnat d'Europe des pilotes
| Classement | Pilote                  | Châssis            | FRA  | ALL  | SUI  | ITA  | Points inscrits |
| ---------- | ----------------------- | ------------------ | ---- | ---- | ---- | ---- | --------------- |
| Champion   | Rudolf Caracciola       | Mercedes-Benz      | 2e   | 2e   | 1er  | 3e   | 8               |
| 2e         | Manfred von Brauchitsch | Mercedes-Benz      | 1er  | Abd. | 3e   | Abd. | 15              |
| 3e         | Hermann Lang            | Mercedes-Benz      | 3e   | Abd. | 10e  | Abd. | 17              |
| 4e         | Richard Seaman          | Mercedes-Benz      | Np.  | 1er  | 2e   | Abd. | 18              |
| 5e         | Hans Stuck              | Auto Union         | Np.  | 3e   | 4e   | Abd. | 20              |
| 5e         | Tazio Nuvolari          | Auto Union         | Np.  | Abd. | 9e   | 1er  | 20              |
| 5e         | Hermann Paul Müller     | Auto Union         | Np.  | 4e   | Abd. | Abd. | 20              |
| 8e         | Giuseppe Farina         | Alfa Romeo         | Np.  | Abd. | 5e   | 2e   | 21              |
| 9e         | René Dreyfus            | Delahaye           | Np.  | 5e   | 8e   | Np.  | 24              |
| 9e         | Pietro Ghersi           | Alfa Romeo         | Np.  | 8e   | Np.  | 5e   | 24              |
| 11e        | Jean-Pierre Wimille     | Bugatti/Alfa Romeo | Abd. | Np.  | 7e   | Abd. | 25              |
| 12e        | Piero Taruffi           | Alfa Romeo         | Np.  | Abd. | 6e   | Abd. | 26              |
| 13e        | Clemente Biondetti      | Alfa Romeo         | Np.  | Abd. | Np.  | 4e   | 27              |
| 14e        | Rudolf Hasse            | Auto Union         | Abd. | Abd. | Np.  | Np.  | 28              |
| 14e        | René Carrière           | Talbot             | 4e   | Np.  | Np.  | Np.  | 28              |
| 14e        | Paul Pietsch            | Maserati           | Np.  | 6e   | Np.  | Np.  | 28              |
| 14e        | Renato Balestrero       | Alfa Romeo         | Np.  | 7e   | Np.  | Np.  | 28              |
| 14e        | Franco Cortese          | Talbot             | Np.  | 9e   | Np.  | Np.  | 28              |
| 14e        | « Raph »                | Delahaye           | Np.  | Np.  | 11e  | Np.  | 28              |
| 14e        | Emilio Romano           | Maserati           | Np.  | Np.  | 12e  | Np.  | 28              |
| 14e        | Edoardo Teagno          | Maserati           | Np.  | Np.  | 14e  | Np.  | 28              |
| 14e        | Max Christen            | Maserati           | Np.  | Np.  | 13e  | Np.  | 28              |
| 14e        | Christian Kautz         | Auto Union         | Abd. | Np.  | Abd. | Abd. | 28              |
| 24e        | Philippe Étancelin      | Talbot             | Abd. | Np.  | Np.  | Np.  | 29              |
| 24e        | Arthur Hyde             | Maserati           | Np.  | Abd. | Np.  | Np.  | 29              |
| 26e        | Giovanni Minozzi        | Alfa Romeo         | Np.  | Np.  | Abd. | Np.  | 30              |
| 26e        | Adolfo Mandirola        | Maserati           | Np.  | Np.  | Abd. | Np.  | 30              |
| 26e        | Luigi Villoresi         | Maserati           | Np.  | Np.  | Np.  | Abd. | 30              |
| 26e        | Goffredo Zehender       | Maserati           | Np.  | Np.  | Np.  | Abd. | 30              |
| 26e        | Vittorio Belmondo       | Alfa Romeo         | Np.  | Np.  | Np.  | Abd. | 30              |
| 31e        | Eugène Chaboud          | SEFAC              | Abd. | Np.  | Np.  | Np.  | 31              |
| 31e        | Franco Comotti          | Delahaye           | Np.  | Abd. | Np.  | Np.  | 31              |
| 31e        | Emmanuel de Graffenried | Maserati           | Np.  | Abd. | Np.  | Np.  | 31              |
| 31e        | Herbert Berg            | Maserati           | Np.  | Abd. | Np.  | Np.  | 31              |
| 31e        | István de Sztriha       | Alfa Romeo         | Np.  | Np.  | Abd. | Np.  | 31              |
| Ex.        | Carlo Felice Trossi     | Maserati           | Np.  | Np.  | Np.  | Dsq. | 32              |

Légende (1931 / 1935-1939)
- Vainqueur : 1 point
- Deuxième : 2 points
- Troisième : 3 points
- Quatrième ou complété à plus de 75 % : 4 points
- Complété entre 50 et 75 % : 5 points
- Complété 25 et 50 % : 6 points
- Complété à moins de 25 % : 7 points
- N'a pas participé (np) : 8 points
- Disqualifié (dsq) : 8 points
- En gras : pole position
- En italique : meilleur tour en course
- * : voiture partagée

Légende (1932)
- Vainqueur : 1 point
- Deuxième : 2 points
- Troisième : 3 points
- Quatrième : 4 points
- Cinquième : 5 points
- Autre partant : 6 points
- Disqualifié (dsq) : 6 points
- N'a pas participé (np) : 7 points
- En gras : pole position
- En italique : meilleur tour en course
- * : voiture partagée

- Note :
  - Carlo Felice Trossi est exclu de ce classement : bien qu'ayant pris part au Grand Prix d'Italie, il est disqualifié et son compteur de point s'élève à 32 (le maximum), synonyme d'exclusion du classement.